# Quismondo
Quismondo település Spanyolországban, Toledo tartományban. Quismondo Escalona, Santa Cruz del Retamar és Maqueda községekkel határos. Lakosainak száma 1798 fő (2024).

## Népesség
A település népessége az utóbbi években az alábbiak szerint változott:
| Lakosok száma | 1304 | 1439 | 1591 | 1689 | 1728 | 1594 | 1509 | 1527 | 1673 | 1798 |
|               | 2001 | 2004 | 2007 | 2009 | 2012 | 2014 | 2017 | 2019 | 2022 | 2024 |